# Норти-Арагуая (микрорегион)

Норти-Арагуая на карте

Норти-Арагуая (порт. Microrregião do Norte Araguaia) — микрорегион в Бразилии. Входит в штат Мату-Гросу. Составная часть мезорегиона Северо-восток штата Мату-Гросу. Население составляет 112 238 человек (на 2010 год). Площадь — 84 956,393	км². Плотность населения — 1,32 чел./км².

## Демография
Согласно сведениям, собранным в ходе переписи 2010 г. Национальным институтом географии и статистики (IBGE), население микрорегиона составляет:						
| Полное население                             | Полное население                             | Полное население                             | Полное население                             | 112 238 |
| -------------------------------------------- | -------------------------------------------- | -------------------------------------------- | -------------------------------------------- | ------- |
| в том числе:                                 | Городское население                          | 65 826                                       | Процент городского населения, %              | 58,65   |
|                                              | Сельское население                           | 46 412                                       | Процент сельского населения, %               | 41,35   |
|                                              | Мужское население                            | 59 381                                       | Процент мужского населения, %                | 52,91   |
|                                              | Женское население                            | 52 857                                       | Процент женского населения, %                | 47,09   |
| Плотность населения, чел/км²                 | Плотность населения, чел/км²                 | Плотность населения, чел/км²                 | Плотность населения, чел/км²                 | 1,32    |
| Население микрорегиона в % к населению штата | Население микрорегиона в % к населению штата | Население микрорегиона в % к населению штата | Население микрорегиона в % к населению штата | 3,70    |

## Статистика
- Валовой внутренний продукт на 2003 год составляет 524 750 380,00 реалов (данные: Бразильский институт географии и статистики).
- Валовой внутренний продукт на душу населения на 2003 год составляет 5230,64 реалов (данные: Бразильский институт географии и статистики).
- Индекс развития человеческого потенциала на 2000 год составляет 0,649 (данные: Программа развития ООН).